# Barbacena e Vila Fernando
Barbacena e Vila Fernando (oficialmente: União das Freguesias de Barbacena e Vila Fernando) é uma freguesia portuguesa do município de Elvas, com 82,53 km² de área e 801 habitantes (censo de 2021). A sua densidade populacional é 9,7 hab./km².

## História
Foi constituída em 2013, no âmbito de uma reforma administrativa nacional, pela agregação das antigas freguesias de Barbacena e Vila Fernando e tem a sede em Barbacena.

## Educação
- Escola Básica do 1º Ciclo de Barbacena (Conta com 14 alunos. Por esse motivo, o governo tem ameaçado encerrá-la nos últimos anos.)
- Escola Básica do 1º Ciclo com Jardim de Infância de Vila Fernando (Encerrada desde 2013 por falta de alunos)

## Demografia
A população registada nos censos foi:
| Distribuição da População por Grupos Etários | Distribuição da População por Grupos Etários | Distribuição da População por Grupos Etários | Distribuição da População por Grupos Etários | Distribuição da População por Grupos Etários | Distribuição da População por Grupos Etários |
| -------------------------------------------- | -------------------------------------------- | -------------------------------------------- | -------------------------------------------- | -------------------------------------------- | -------------------------------------------- |
| Antes da agregação                           |                                              |                                              |                                              |                                              |                                              |
| Ano                                          | 0-14 anos                                    | 15-24 anos                                   | 25-64 anos                                   | >= 65 anos                                   | Total                                        |
| 2001                                         | 119                                          | 131                                          | 483                                          | 397                                          | 1130                                         |
| 2011                                         | 103                                          | 72                                           | 412                                          | 392                                          | 979                                          |
| Após a agregação                             |                                              |                                              |                                              |                                              |                                              |
| Ano                                          | 0-14 anos                                    | 15-24 anos                                   | 25-64 anos                                   | >= 65 anos                                   | Total                                        |
| 2021                                         | 75                                           | 59                                           | 349                                          | 318                                          | 801                                          |